# Botafogo Praia Shopping
O Botafogo Praia Shopping é um centro comercial localizado em frente à praia de Botafogo, Rio de Janeiro, inaugurado em 1999.
Um dos shoppings mais altos do Rio de Janeiro, com oito andares, tem como destaque o cinema Cinemark. Entre as atrações do Botafogo Praia Shopping Center estão o restaurante japonês Kotobuki, uma unidade da rede de fast food McDonald's, atualmente administrada pelo franqueado André Stauffer e tendo por gerente o Sr. Nélio Mataruna, antigo subordinado de Walney Monteiro, com quem o jovem Nélio aprendeu, em parte, a arte de gerenciar; uma unidade da rede Starbucks, além de lojas como Reserva, Aviator,  dentre outras. Possui uma vista privilegiada para o Pão de Açúcar  e para a Enseada de Botafogo.
O shopping se localiza onde funcionava uma unidade da rede de lojas Sears e que posteriormente se transformou um campi daUFRJ.

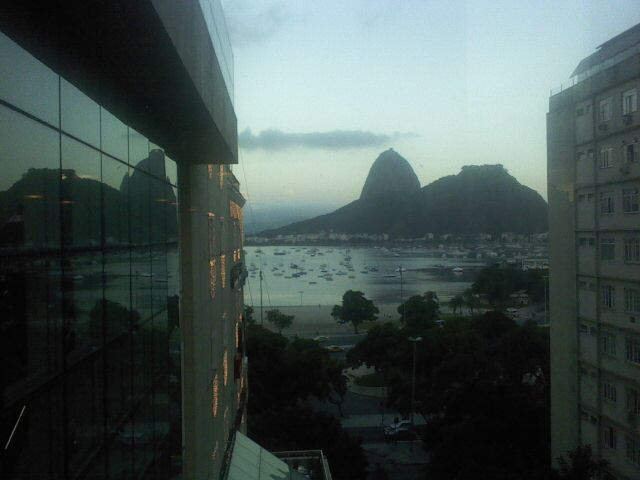
Vista para o Pão de Açúcar e a Enseada de Botafogo